# Hůrka (dělostřelecká tvrz)
Dělostřelecká tvrz Hůrka (dobově Berghöhe a Horka) je jednou z pěti stavebně dokončených tvrzí v České republice budovaných v rámci československého opevnění proti Německu. Nachází se v severozápadním výběžku Hanušovické vrchoviny v masívu vrchu Výšina na severovýchodním okraji města Králíky. Je přístupná veřejnosti jako muzeum.

## Projekce a výstavba
Průzkum terénu v prostoru budoucí tvrze Hůrka se uskutečňoval zejména během června 1935. Autorem projektu se stal škpt. žen. Ing. Leopold Krejčí. V konkurzu na samotnou výstavbu tvrze zvítězil stavitel Dr. Ing. Karel Skorkovský Praha při zadávací částce 20 876 371,21 Kč. Stavba započala 5. 8. 1936 a trvala 24 měsíců.
Z hlediska vojenského dozoru byla stavba vedena jako samostatný stavební podúsek 2./III. Velitelem byl sám projektant tvrze škpt. Leopold Krejčí, stavbyvedoucím se stal npor. stav. Ing. Václav Blažík. Výstavba tvrze si vyžádala tři smrtelné úrazy.

## Objekty tvrze

### Vchodový objekt K-S 12a„U rybníčku“

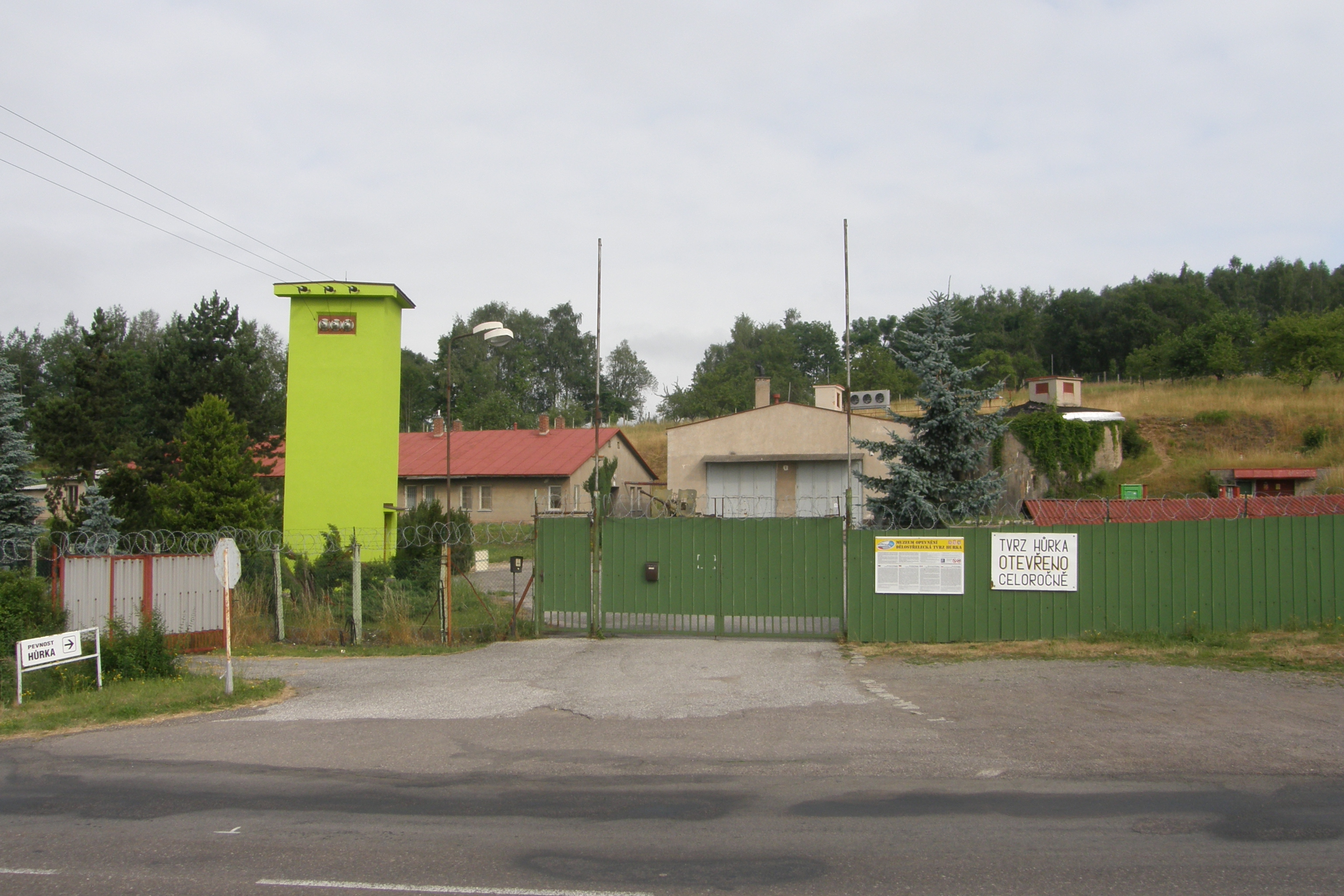
Areál vchodového objektu K-S 12a U rybníčku tvrze Hůrka ještě s překládací halou

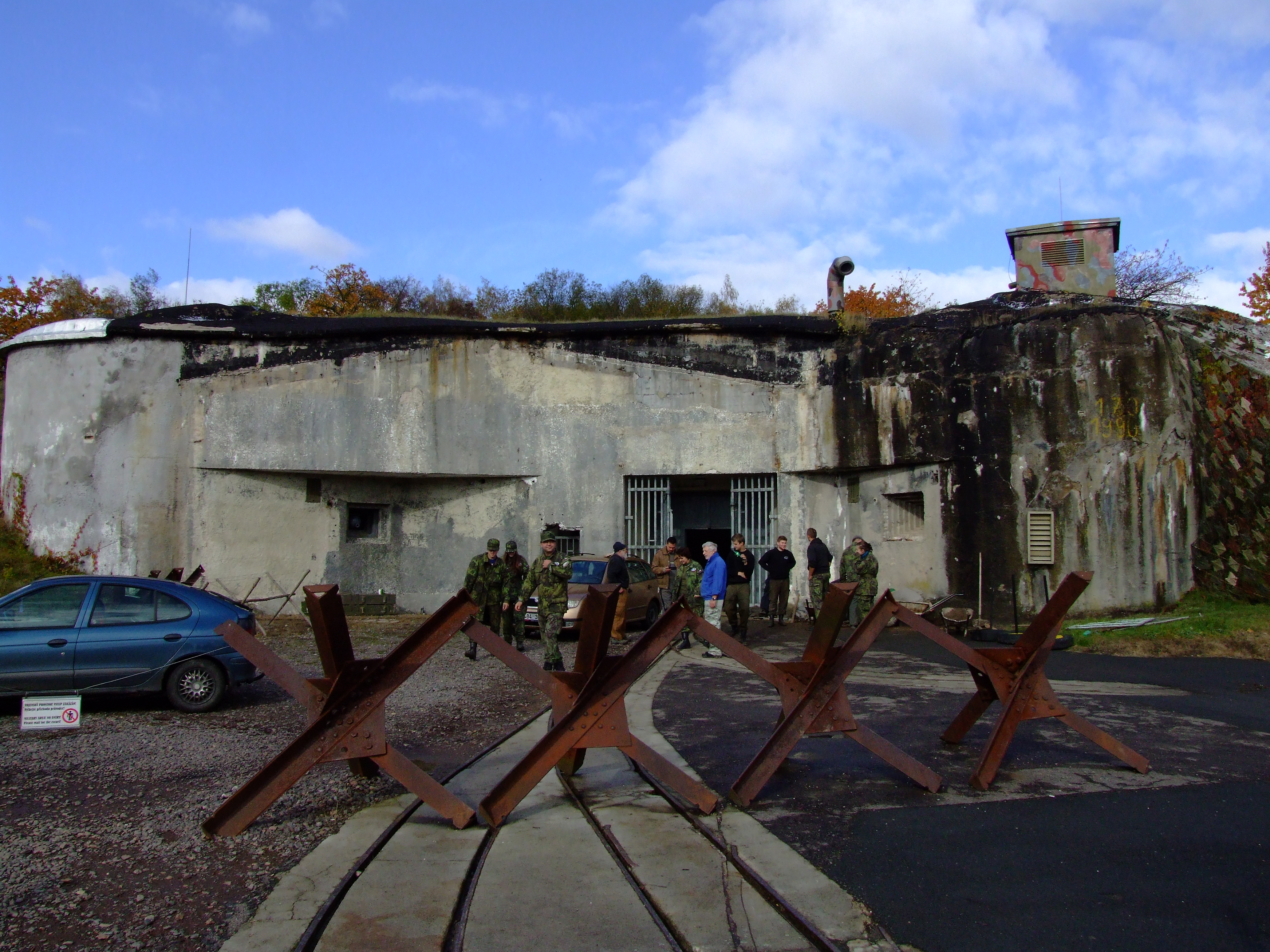
Vchodový objekt K-S 12a dělostřelecké tvrze Hůrka již bez haly

Vchodový objekt československé dělostřelecké tvrze byl vždy zásadně budován na skrytém místě na odvráceném svahu v dostatečné vzdálenosti od hlavního obranného postavení. Nebylo předpokládáno jeho přímé zapojení do bojů, naopak i během nich mělo probíhat nerušené zásobování tvrze. V objektu se nachází vjezd pro nákladní automobily, vchod pro pěší, překladiště na pevnostní dráhu o rozchodu 600 mm, nasávání vzduchu pro centrální filtrovnu, dopravní kancelář a místnosti obvyklého zázemí. Byl vyzbrojen jedním těžkým kulometem vz. 37 spřaženým s protitankovým kanónem vz. 36 v levé vnější střílně a lehkým kulometem vz. 26 v pravé vnější střílně, ve střílně v prvních pancéřových vratech, v prvním zalomení vjezdu a ve dvou pancéřových zvonech na střeše objektu.
Objekt byl vybetonován 11. – 18. 5. 1938 ve IV. třídě odolnosti. Kubatura betonu je 4730 m³. Během okupace došlo k vytržení pancéřových zvonů, hala a nakládací rampa byla k objektu přistavěna v poválečném období. V současné době se zde nachází vstup do muzea. Na jaře roku 2012 byla hala zbourána.

### Dělostřelecká otočná věž K-S 12„Na kótě“
Objekt věže byl vybudován pro jednu z hlavních zbraní tvrze, dvojče 10 cm houfnic vz. 38 umístěné v dělostřelecké otočné a výsuvné věži. Jeho betonáž proběhla 23. – 30. 3. 1938 ve IV. třídě odolnosti a kubatura betonu je 2 620 m³. Na podzemní systém tvrze je napojen svislou schodišťovou a výtahovou šachtou. Soustrojí věže nebylo nikdy osazeno, pro něj určená šachta je v současné době uzavřena železobetonovou deskou. Objekt je přístupný v rámci speciálních prohlídkových tras.

### Dělostřelecký srub K-S 11„Na svahu“

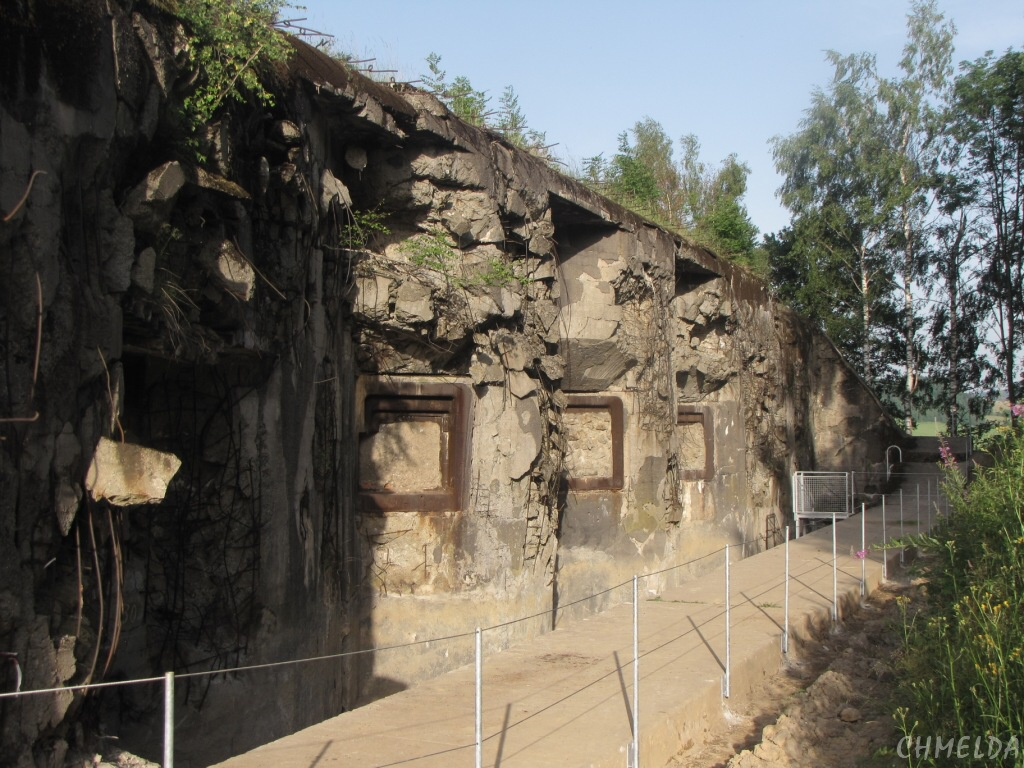
Dělostřelecký srub K-S 11 ,,Na svahu,,

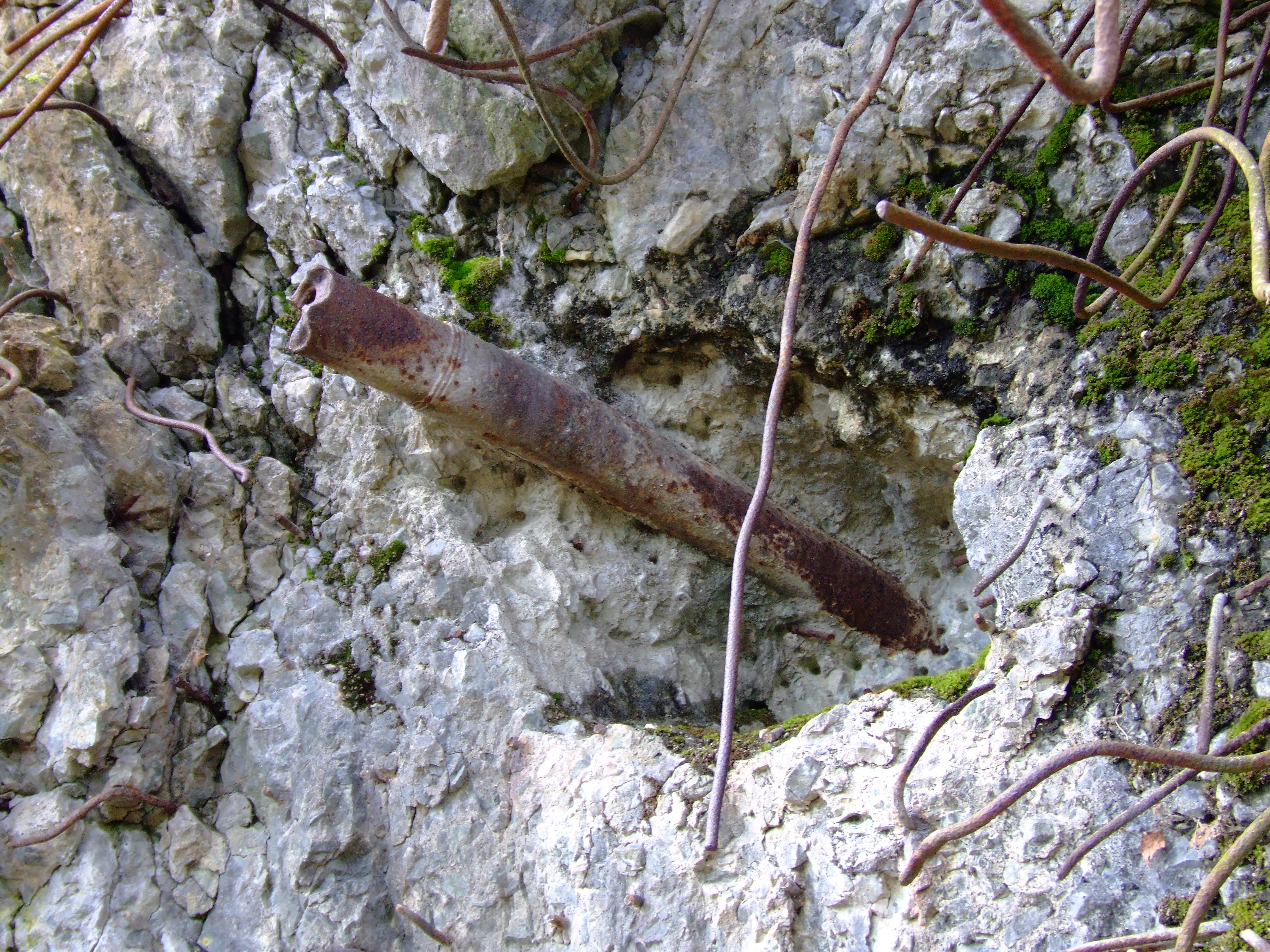
Jedna ze střel Röchling, které zůstaly zaklíněné ve stěně dělostřeleckého srubu K-S 11 „Na svahu“

Objekt srubu byl druhým objektem určeným pro umístění hlavních zbraní tvrze. Konkrétně se jednalo o trojici 10 cm houfnic vz. 38 umístěných ve střeleckých místnostech. Jejich palba byla orientována západním směrem do prostoru Kladské kotliny. Houfnice nebyly nikdy osazeny a v období mobilizace na podzim 1938 byly nahrazeny 7,5 cm horskými kanóny vz. 15 stojícími před vlastním objektem. Jedna dvojice lehkých kulometů vz. 26 se nacházela v pomocných střílnách, druhá v pancéřových zvonech. Betonáž ve IV. třídě odolnosti proběhla na dvě etapy 6. – 10. 9. a 4. – 13. 10. 1937, kubatura betonu je 5350 m³. S podzemním systémem je objekt spojen dvěma svislými šachtami – schodišťovou a výtahovou. Během okupace na objektu probíhaly postřelovací zkoušky podkaliberních protibetonových střel Röchling, zkoušky ženijních náloží, a bojovým výbušným plynem, díky čemuž je značně poničen. Oba pancéřové zvony byly vytrženy v padesátých letech. Podzemí pod objektem je přístupné v rámci běžné prohlídky muzea, samotný objekt je přístupný v rámci speciálních prohlídkových tras.

### Pěchotní srub K-S 10„U boží muky“

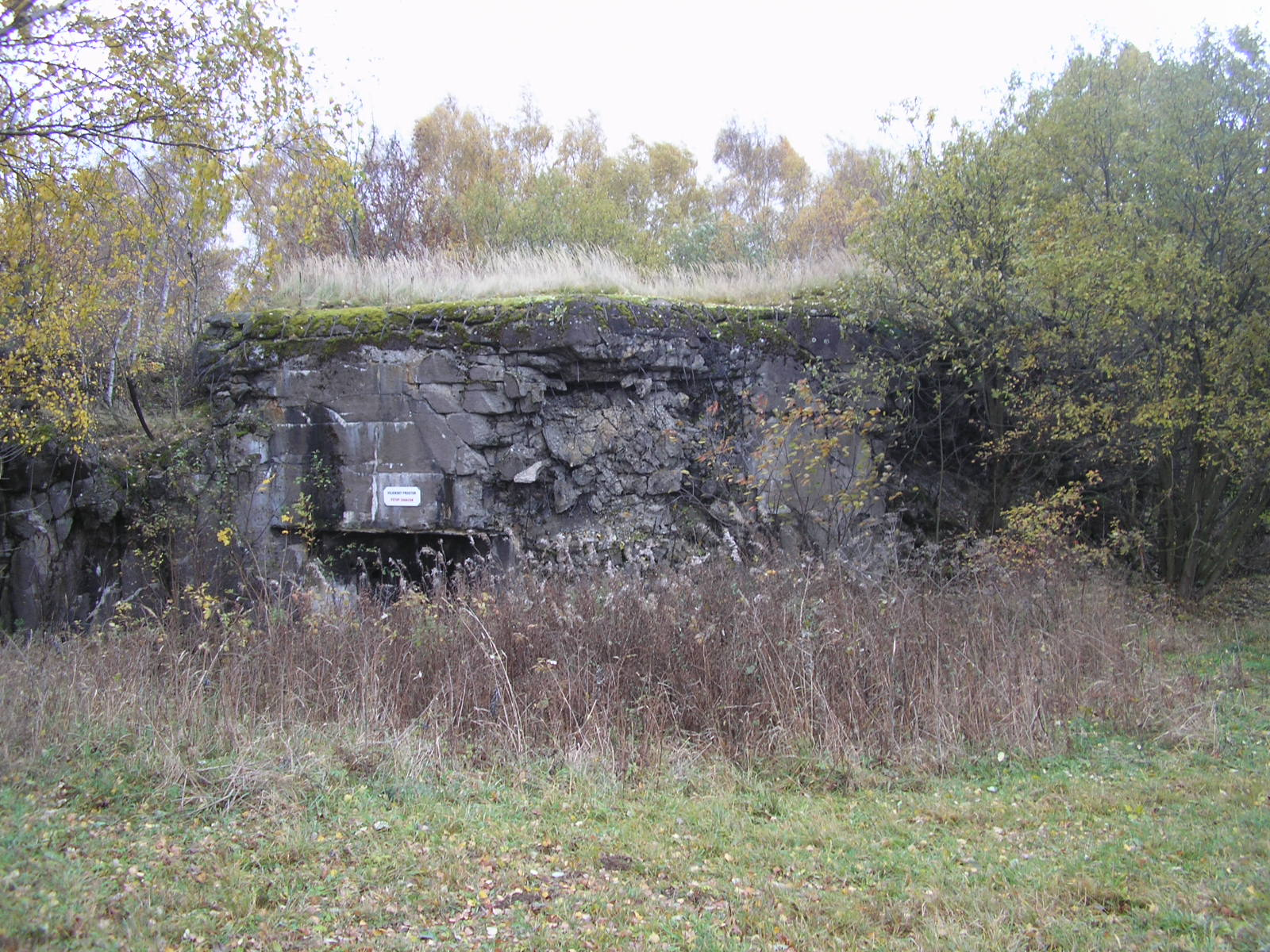
Pěchotní srub K-S 10 dělostřelecké tvrze Hůrka

Pěchotní srub leží na linii hlavního obranného postavení, nejpozději kde měl být zastaven postup útočníka. V hlavní výzbroji objektu se nacházela dvojice protitankových kanónů vz. 36 spřažených s těžkým kulometem vz. 37. Na sousední pěchotní srub K-S 13 U lomu pálila tato zbraň samostatně, na opačnou stranu ve směru na objekt K-S 9 Mezi lesíky byla její palba doplněna vedle umístěným dvojčetem těžkých kulometů vz. 37. Kruhovou palbu by umožňovala ve střeše umístěná otočná kulometná věž vyzbrojená rovněž dvojčetem těžkých kulometů vz. 37. Ta však nebyla nikdy dodána. Jedna dvojice lehkých kulometů vz. 26 se nacházela v pomocných střílnách, druhá v pancéřových zvonech na střeše objektu. Srub byl vybetonován 1. – 12. 6. 1937 ve IV. třídě odolnosti při kubatuře betonu 2856 m³. Na podzemní systém tvrze je napojen svislou schodišťovou a výtahovou šachtou. Během okupace byl objekt silně poničen postřelovacími zkouškami. Pancéřové zvony byly vytrženy v padesátých letech. Objekt je přístupný v rámci speciálních prohlídkových tras.

### Pěchotní srub K-S 13„U lomu“
Pěchotní srub leží na linii hlavního obranného postavení, nejpozději kde měl být zastaven postup útočníka. V hlavní výzbroji objektu se nacházely dva protitankové kanóny vz. 36 spřažených s těžkými kulomety vz. 37. Jeden mohl vést palbu ve směru na sousední srub K-S 10 U boží muky, palbu druhého ve směru na K-S 14 U cihelny zesilovalo dvojče těžkých kulometů vz. 37 umístěné v pancéřové kopuli. Jedna dvojice lehkých kulometů vz. 26 se nacházela v pomocných střílnách, druhá v pancéřových zvonech na střeše objektu. Třetí pancéřový zvon byl pozorovací. Betonáž ve IV. třídě odolnosti probíhala 8. – 17. 7. 1937 při kubatuře betonu 3250 m³. Na podzemní systém je objekt napojen svislou schodišťovou a výtahovou šachtou. Pancéřové zvony i kopule byly vytrženy během okupace. Ve stejném období byl srub rovněž postřelován střelami Röchling. Objekt je přístupný v rámci speciálních prohlídkových tras.

### Izolovaná dělostřelecká pozorovatelna K-S 12b„Utržený“

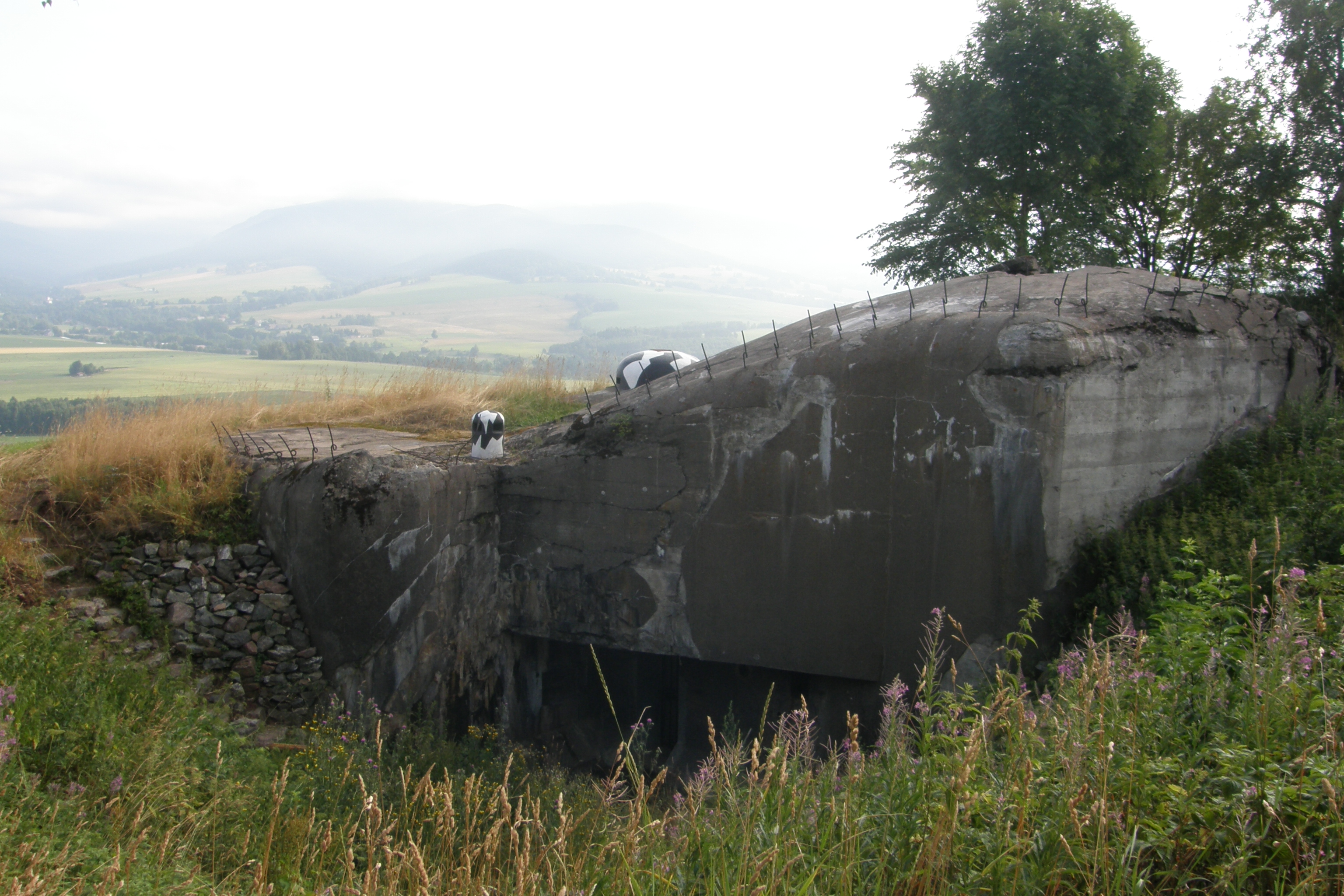
Izolovaná dělostřelecká pozorovatelna K-S 12b dělostřelecké tvrze Hůrka

Objekt dělostřelecké pozorovatelny se nachází východně od samotné tvrze na kótě Veselka. Objekt takticky patřil do sestavy tvrze, ale není na něj napojen podzemním systémem chodeb. Jeho základním úkolem nebyl aktivní boj, ale pasivní pozorování. Pro svou obranu byl vybaven jedním lehkým kulometem vz. 26 v pomocné střílně a druhým v pancéřovém zvonu (později vytrženém). Druhý pancéřový zvon je pozorovací a jako jediný se v širokém okolí dochoval na původním místě. Betonáž ve III. třídě odolnosti proběhla 16. – 21. 8. 1937 při kubatuře betonu 1405 m³. V roce 2020 byly vykoupeny pozemky, na kterých srub leží, a je plánováno jeho zpřístupnění.

## Podzemí tvrze

### Svážnice

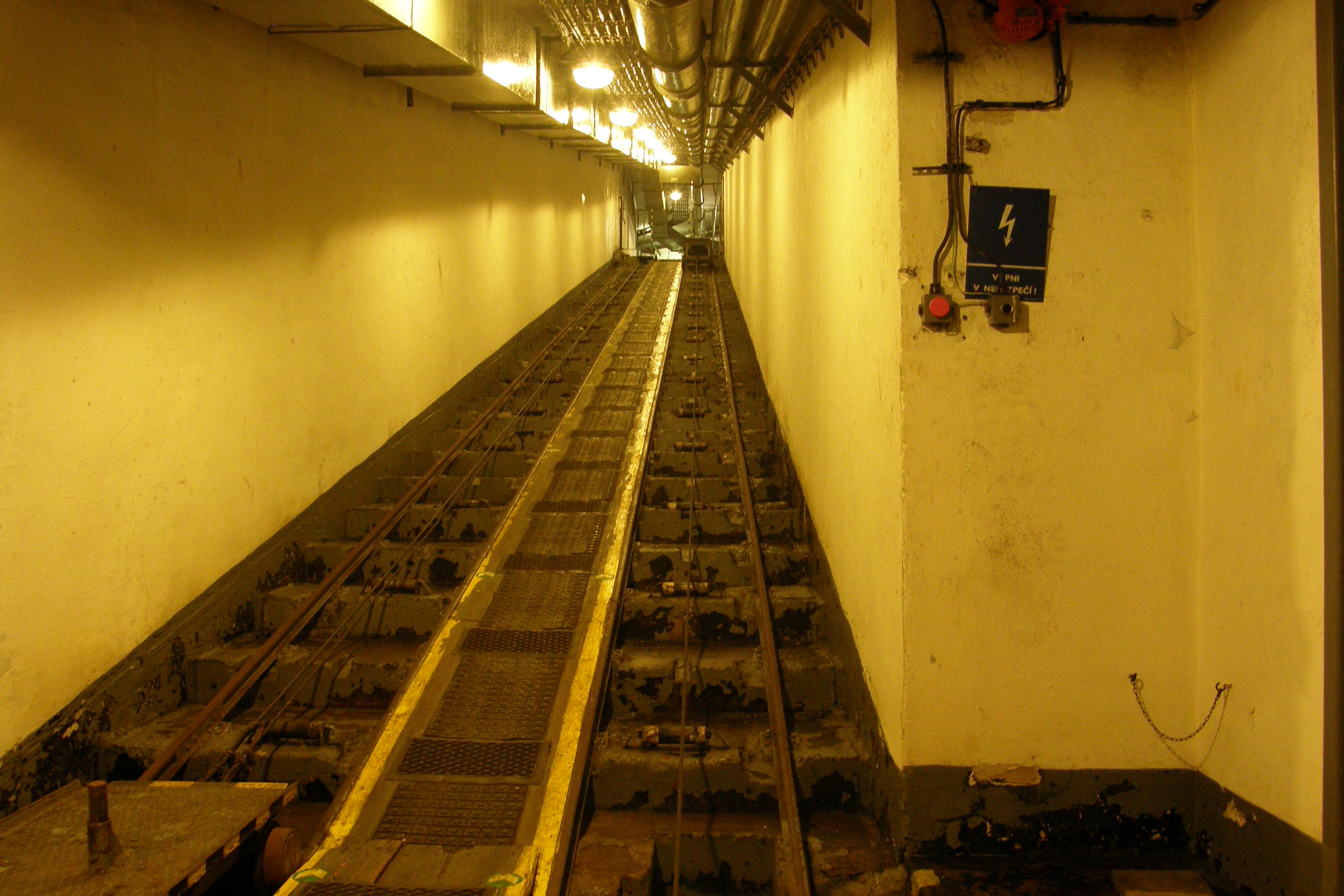
Svážnice tvrze Hůrka

Vchodový srub K-S 12a je na podzemní systém napojen za pomoci kolejové svážnice. Stavebně je svážnice součástí vchodového srubu. Jedná se o zařízení s mírnými úpravami sestrojené v padesátých letech na základě dokumentace vzniklé v letech třicátých. Na hranách 38 schodových stupňů byla instalována dvojice kolejí o rozchodu 600 mm, po kterých jezdí dvojice speciálních vozíků sloužících k vodorovné přepravě klasických železničních vozíků po schodišti. Oba jsou napojeny lany na výtahový stroj v horní stanici svážnice a jezdily kyvným způsobem – jeden nahoru a jeden dolů. Návštěvníkům muzea je její činnost předváděna jen výjimečně.

### Hlavní galerie

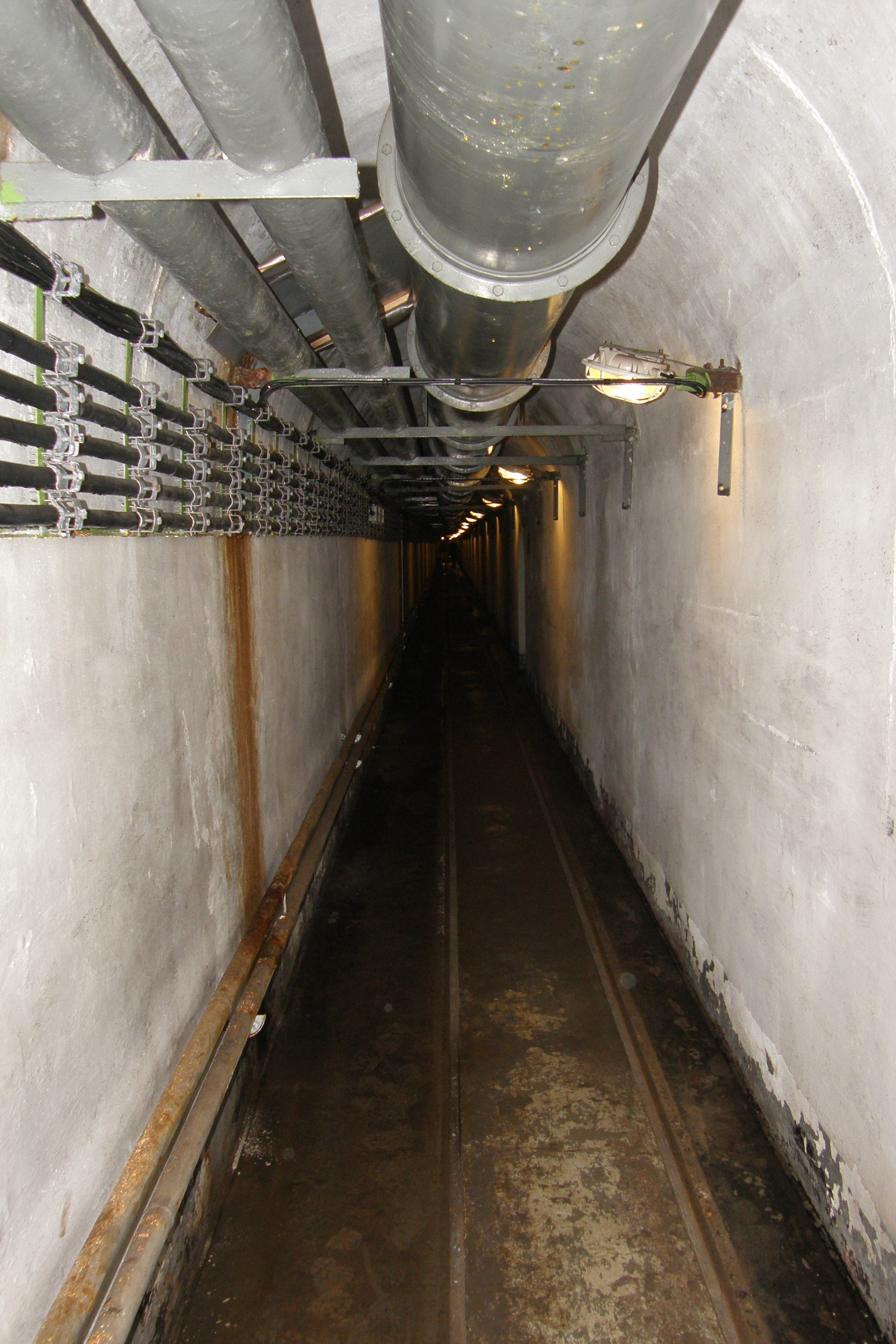
Podzemní galerie tvrze Hůrka

Po celé délce hlavní galerie a v obou dělostřeleckých galeriích je instalována pevnostní dráha o rozchodu 600 mm. Na galerii se ve směru od vchodového srubu nacházejí:
- Odvodňovací štola, do které je samospádem svedena kanalizace z přilehlé výškové úrovně podzemí
- Dvojice komor stálého minového zařízení sloužící k zavalení přilehlé hlavní chodby v případě nouze
- Vstup do tvrzové filtrovny
- Areál elektrárenského sálu a skladiště paliv a maziv
- Areál muničního skladiště M1 se skladovacími prostorami, laboračními místnostmi
- Železniční výhybna, dopravní skladiště a opravna vozíků
- Kasárenský areál s kuchyní, ošetřovnou, sociálními zařízeními, ubikacemi, spojovacím uzlem, kancelářemi velitelství
- Odbočka k dělostřeleckému srubu K-S 11 Na svahu
- Odbočka k dělostřelecké věži K-S 12 Na kótě
- Překladiště pěchotní munice pro pěchotní sruby K-S 10 U boží muky a K-S 13 U lomu

### Odbočky
Obě odbočky (tzv. dělostřelecké galerie) vedoucí k dělostřeleckým objektům jsou vybaveny pevnostní železnicí. Na jejich koncích se nachází trojice sálů, z nichž jeden sloužil jako velitelství srubu/věže a dva jako skladiště munice M2. Z obou skladovacích sálů vedou krátké chodby ke schodišťové a výtahové šachtě do objektu na zemském povrchu. Jsou zde i místnosti pro strojovnu výtahu, u věže i prostor měnírny (rotační usměrňovače).
Pěchotní galerie pokračující ve směru hlavní chodby z překladiště pěchotní munice pevnostní železnicí vybavena není. Chodba se po určité vzdálenosti rozděluje do dvou větví, které vedou k oběma pěchotním srubům.

## Expozice muzea

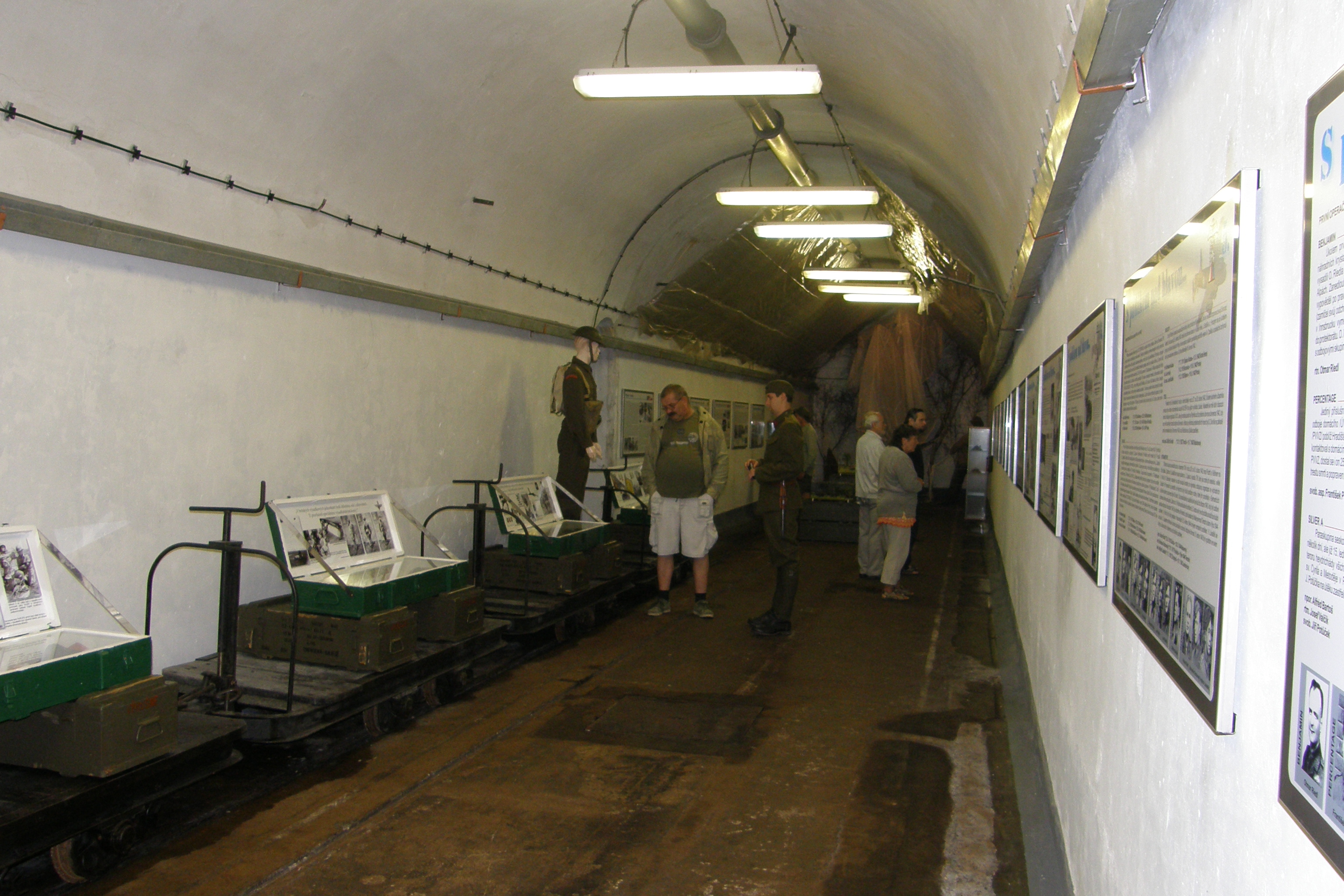
Expozice S padákem nad hlavou, která se věnuje československým výsadkovým operacím za druhé světové války

Tvrz byla veřejnosti zpřístupněna 18. srpna 2008, expozice jsou stále ve stádiu zrodu a ovlivňují je nepříliš zásadní, ale zřetelné úpravy interiéru z období hospodaření naší poválečné armády, která zde zřídila skladiště. Postupem času budou zahrnovat všechny významné etapy historie tvrze (původní účel stavby, zkoušky z období okupace, výstavbu letecké továrny na konci války, poválečnou éru). Zpřístupněny jsou všechny části interiéru.

### Expozice ve stavu z jara 2020
V prostoru prvorepublikové filtrovny se nachází expozice věnovaná tematice ochrany proti BCHL. Ukázky filtrů, vzduchotechniky (včetně fragmentů původních rozvodů), ochranných masek. V podzemí elektrárně (sál strojovny) se nachází ukázky diesel generátorů, z nichž některé mají původ v poválečných úpravách tvrze. V sále M1 - děl. pro srub K - S 12 se nachází expozice s ukázkami munice používané v boji proti opevněním, spolu s velkoplošnými fotografiemi dělostřeleckých protipevnostních zbraní a základní typologie objektů československého opevnění z let 1935-38. V sálech válečných kasáren vzniká hned několik expozic. Sál B-2 - expozice lehkého opevnění vz. 36 a vz. 37 (střílny, ventilátory, periskopy, kamínka...). V sále B-3 je unikátní expozice „S padákem nad hlavou...“ viz text dále. V sále B-4 je expozice věnovaná výzbroji a výstroji čs. těžkého opevnění (zbraně, lafety, pozůstatky překážek a vnitřního vybavení..). Dominuje ji řez stěnou pěchotního srubu (měřítko 1:1) se střílnou, lafetou a zbraní M/CE (dvojče těžkých kulometů vz. 37). V sále B-5 se nachází např. modely objektů (měřítko 1:35) - zejména tvrze Hůrka a Bouda. Další expozice jsou situovány v sále skladiště munice M2 pod srubem K - S 11. V sále velitelství objektu jsou ukázky pozůstatků úprav tvrze z doby, kdy sloužila jako muniční sklad (mříže, dveře, části protitlakových uzávěr...). První skladovací hala je rekonstruovaná do podoby, kdy se ve tvrzi po válce nacházelo rozsáhlé skladiště munice. Třetí sál - druhá skladovací hala - je věnována expozici zaměřené na zkoušky tvrze Hůrka v době okupace (střely Röchling, protibetonové granáty klasické koncepce, výbušný plyn Taifun, kumulativní nálože, kyslíkové kopí...) a na příběhy z let druhé světové války, kdy došlo k bojům o konkrétní pevnostní objekty (např. Eben-Emael, Battice, La Ferté, Maxim Gorkij...) Vše je doprovázeno výkladem průvodce a tištěnými popisy technických vlastností exponátů.

### „S padákem nad hlavou ...“
Jedná se o první stálou expozici v České republice, která je věnována československým výsadkovým operacím z Velké Británie a Itálie za druhé světové války s názvem „S padákem nad hlavou…“. Otevřena byla 24. června 2010 v 11:00. Výstava se v současnosti nachází v sále B-3 válečných kasáren. Obsahuje velké množství informačních panelů s popisy jednotlivých výsadků a fotografiemi jejich účastníků, případně i fotografie jejich činnosti, například atentát na Heydricha, spoustu trojrozměrných exponátů, dobový tisk, zbraně a další informace o všech československých paraskupinách, které v letech 1941-1945 vyslal II. (zpravodajský) odbor Ministerstva národní obrany československé exilové vlády v Londýně na území Protektorátu Čechy a Morava, ale také do Francie, Itálie, Jugoslávie a na Slovensko. Vše se nachází na ploše 160 m². Hlavním scenáristou výstavy je historik PhDr. Jan Břečka z Moravského zemského muzea v Brně, na projektu se podílí také členové Společnosti přátel čs. opevnění. Tato stálá expozice se rovněž dotýká témat, jako např.: československých paradesantních jednotek v Sovětském svazu, parašutistických jednotek států účastnících se druhé světové války a významných výsadkových operací…

## Přístupové trasy
Vstup do tvrze se nachází na okraji města Králíky přímo vlevo u silnice směr Hanušovice. V areálu vchodového objektu je možné zaparkovat automobil. Vlakové nádraží v Králíkách se nachází ve vzdálenosti asi 1,5 km. Ze stejné silnice jsou přístupné i povrchové bojové objekty (přibližně v nejvyšším bodě stoupání po polní cestě vlevo). K pěšímu přístupu ke vchodovému objektu i k bojovým objektům na povrchu tvrze je možné využít i trasu naučné stezky vojenské historie Králíky, která má svůj počátek na hlavním náměstí v Králíkách. Ta umožňuje i přímé pěší spojení s dalšími vojenskohistorickými muzei v okolí města. V jejím rámci bylo na povrchu tvrze vybudováno několik informačních tabulí věnujících se problematice tvrze.